# Дамаскин (Россов)
Архиепископ Дамаскин (в миру Дмитрий Россов или Русин; 1778 — 31 июля 1855) — епископ Русской православной церкви, архиепископ Тульский и Белевский.

## Биография
Родился в 1778 году в Тверской губернии в семье диакона. «Природою малороссиянин».
В 1793 году поступил в Троицкую лаврскую духовную семинарию, затем перешёл в Вифанскую духовную семинарию, где и окончил курс.
7 августа 1807 года определён учителем в Перервинскую духовную семинарию.
10 мая 1809 года пострижен в монашество, 16 мая рукоположён во иеродиакона и 15 августа назначен проповедником в Московскую духовную академию.
12 августа 1810 года рукоположён во иеромонаха.
18 ноября 1812 года причислен к соборным иеромонахам Александро-Невской лавры с назначением законоучителем Санкт-Петербургского коммерческого училища.
5 сентября 1814 года назначен настоятелем Богородицкого Высоцкого монастыря в Серпухове с возведением в сан архимандрита.
В 1816 году вызван в Санкт-Петербург на чреду священнослужения и проповеди слова Божия.
В Петербурге получил два перемещения: 30 марта назначен в московский Данилов монастырь, а 3 июля определён настоятелем Троице-Сергиевой пустыни под Санкт-Петербургом.
27 мая 1819 года переведён в новгородский Юрьев монастырь.
14 декабря 1819 года хиротонисан во епископа Старорусского, викария Новгородской епархии.
В 1821 году, после смерти митрополита Санкт-Петербургского Михаила (Десницкого), временно управлял Новгородской епархией.
С 6 ноября 1821 года — епископ Тульский и Белёвский.
На Тульской кафедре прослужил 30 лет. 
В 1850 году возведён в сан архиепископа и назначен в Петрозаводск, но от назначения отказался и, согласно прошению, был уволен на покой.
7 февраля 1851 года получил в управление Белёвскую Введенскую Жабинскую пустынь Тульской епархии.
Скончался 31 июля 1855 года.
Нелестную характеристику преосвящ. Дамаскину дает епископ Енисейский и Красноярский Никодим (Казанцев). Все недостатки Дамаскина, по мнению Никодима, заключались в его непомерном корыстолюбии, которое иногда обращалось в сущее грабительство:
Он оставил после своей смерти сундуки, наполненные серебряными самоварами, подносами и деньгами. А на воротах архиерейского дома оказалась надпись: "Здесь продавались самые лучшие места".
"Впрочем, еще, может быть, по слабости душевной, он жесток на суде. Много гибло от его рук людей, стоивших чего-либо. Им управлял иеромонах, после игумен, Никанор, эконом архиерейского дома. Смышленый человек, из исключенных семинаристов, но по невежеству и потачке от архиерея горд и презрителен несносно. Архиерей нянчился с ним, как с дитею. В 1831 г. по случаю набора из числа духовных в солдаты преосвященный показал такую ревность, которой содрогнулись даже прочие сословия. Не знаю, винить ли его за сие? Может быть, по слабости душевной и по недалекому уму, он боялся быть снисходительным. Не знаю точно, сколько отдано в это время из тульских. Впрочем, полагаю, более 300.